# Táncdalfesztivál ’72
A Táncdalfesztivál ’72 a Magyar Rádió és Televízió országos könnyűzenei versenye volt, amely hatodik alkalommal került megrendezésre. 1972. július 22. és augusztus 18. között tartották meg, az elődöntőket a József Attila Színházból, a döntőt az Erkel Színházból közvetítette a Magyar Televízió. 
A műsorvezető–páros – az előző évhez hasonlóan – Ősz Ferenc és Kudlik Júlia volt.
Az első díjat Kovács Kati nyerte el Add már, uram, az esőt! című számával.

## A versenydalok
| Döntőbe jutott |

| Előadó                     | Dal                                       | Előadó               | Dal                                 |
| -------------------------- | ----------------------------------------- | -------------------- | ----------------------------------- |
| Aradszky László            | Csavarogni kéne egyet                     | Korda György         | Hol vagytok, cimborák               |
| Aradszky László            | Minden fantáziámmal                       | Korda György         | Szólj, hogy álljon meg a perc       |
| Balás Eszter               | Visz a vonat, kedves                      | Korong               | Menj el, szólt a lány               |
| Berényi Anna               | Bizonyos napokon                          | Kovács Ferenc        | Üzenet                              |
| Bergendy                   | Úgy szeretném                             | Kovács Kati          | Add már, uram, az esőt!             |
| Bódy Magdi                 | Hűvös szél                                | Kovács Kati          | Aranyhídon mentem                   |
| Corvina                    | Egy viharos éjszakán                      | Majláth Jenő         | Jó lesz, ha sietsz                  |
| Cserháti Zsuzsa            | Nem volt ő festő                          | Maróti Magdolna      | Hétköznapi regény                   |
| Cserháti Zsuzsa            | Repülj, kismadár                          | Máté Péter           | Meghalni nem érdemes                |
| Delhusa Gjon, Markó András | Jégvirág                                  | Máté Péter           | Mondd, ki tudná                     |
| Expressz                   | Alszik az én kedvesem                     | Mátrai Zsuzsa        | Egy perc az évekért                 |
| Expressz                   | Szerelmesek dala                          | Neoton               | Orgonák                             |
| Gábor Krisztina            | És mégis kell                             | Non Stop             | Ó, micsoda éjjel                    |
| Generál, Mikrolied vokál   | Mit tehet az ember egy eltört szerelemmel | Payer András         | Minden jót, Mónika                  |
| Harangozó Teri             | Örök várakozás                            | Payer András         | Ó, ha jönne                         |
| Harangozó Teri             | Szégyelled a szíved                       | Poór Péter           | A csalódott szerelmesek indulója    |
| Horváth Attila             | Elmúlt egy év                             | Poór Péter           | Azt mondják, csuda jól megy a sorod |
| Juventus                   | Lenn a folyónál                           | Szalkai Béla         | Sokáig vártunk                      |
| Kalmusz József             | Féltékenység                              | Szécsi Pál           | Kéklő ég                            |
| Katona Klári               | Bővízű forrás                             | Szécsi Pál           | Két összeillő ember                 |
| Koncz Zsuzsa               | Elment a hajó                             | Szűcs Judit          | Szólj már, vagy kiabálj             |
| Koncz Zsuzsa               | Mondd el, ha kell                         | Tolcsvayék és a Trió | Várj                                |
| Koós János                 | Az első beatzenész                        | Vámosi János         | Tudom, visszajössz                  |
| Koós János                 | Nem tudok nem gondolni rád                | Vincze Viktória      | A mosolyodat el kellene ültetnem    |

Tartalékdalok:
| Dékány Sarolta   | Égi vándor                |
| Karda Beáta      | Jöjj, és fogd meg a kezem |
| Magay Klementina | Jóízű szélben             |
| Vámosi János     | Kalandos út               |

## Döntő
Győztes |       2. helyezett (megosztott) |       3. helyezett
| #   | Előadó                   | Dal címe                                  | Zene és szöveg                    |
| --- | ------------------------ | ----------------------------------------- | --------------------------------- |
| 1.  | Bergendy                 | Úgy szeretném                             | Latzin Norbert–Demjén Ferenc      |
| 2.  | Corvina                  | Egy viharos éjszakán                      | Szigeti Ferenc–Soltész Rezső      |
| 3.  | Cserháti Zsuzsa          | Nem volt ő festő                          | Mészáros Ágnes                    |
| 4.  | Generál, Mikrolied vokál | Mit tehet az ember egy eltört szerelemmel | Koncz Tibor–Szenes Iván           |
| 5.  | Katona Klári             | Bővízű forrás                             | Gyulai Gaál János–S. Nagy István  |
| 6.  | Koncz Zsuzsa             | Mondd el, ha kell                         | Illés Lajos–Bródy János           |
| 7.  | Koós János               | Az első beatzenész                        | Aldobolyi Nagy György–Szenes Iván |
| 8.  | Koós János               | Nem tudok nem gondolni rád                | Auth Ede–Halmágyi Sándor          |
| 9.  | Korda György             | Hol vagytok, cimborák                     | Szenes Iván–Németh Gábor          |
| 10. | Korda György             | Szólj, hogy álljon meg a perc             | Schöck Ottó–S. Nagy István        |
| 11. | Kovács Kati              | Add már, uram, az esőt!                   | Koncz Tibor–Szenes Iván           |
| 12. | Payer András             | Minden jót, Mónika                        | Ullmann Ottó–G. Dénes György      |
| 13. | Poór Péter               | A csalódott szerelmesek indulója          | Bágya András–Szenes Iván          |
| 14. | Szécsi Pál               | Két összeillő ember                       | Havasy Viktor–S. Nagy István      |
| 15. | Szűcs Judit              | Szólj már, vagy kiabálj                   | Fáy András–Neményi Tamás          |

## Díjazottak
Az első három helyezés mellett számos más díjat is kiosztottak.
| Díj               | Előadó                   | Dal                                       | Zene és szöveg               |
| ----------------- | ------------------------ | ----------------------------------------- | ---------------------------- |
| 1. díj            | Kovács Kati              | Add már, uram, az esőt!                   | Koncz Tibor–Szenes Iván      |
| 2. díj            | Bergendy                 | Úgy szeretném                             | Latzin Norbert–Demjén Ferenc |
| 2. díj            | Koncz Zsuzsa             | Mondd el, ha kell                         | Illés Lajos–Bródy János      |
| 3. díj            | Corvina                  | Egy viharos éjszakán                      | Szigeti Ferenc–Soltész Rezső |
|                   |                          |                                           |                              |
| Előadói díjak     | Cserháti Zsuzsa          | Nem volt ő festő                          | Mészáros Ágnes               |
| Előadói díjak     | Generál, Mikrolied vokál | Mit tehet az ember egy eltört szerelemmel | Koncz Tibor–Szenes Iván      |
| Előadói díjak     | Kovács Kati              | Add már, uram, az esőt!                   | Koncz Tibor–Szenes Iván      |
| MRT nagydíja      | Kovács Kati              | Add már, uram, az esőt!                   | Koncz Tibor–Szenes Iván      |
| Közönségdíj       | Korda György             | Hol vagytok cimborák?                     | Németh Gábor–Szenes Iván     |
| Hangszerelési díj | Fáy András               | Fáy András                                | Fáy András                   |